# Phrudocentra vivida
Phrudocentra vivida är en fjärilsart som beskrevs av W. Warren 1901. Phrudocentra vivida ingår i släktet Phrudocentra och familjen mätare. Inga underarter finns listade i Catalogue of Life.